# グアニン
グアニン (guanine) は分子式が C5H5N5O の、核酸を構成する5種類の主な塩基のうちのひとつ。プリン塩基である。分子量は 151.13。グアニンから誘導されるヌクレオシドはグアノシン。
右図の構造に対応するIUPAC名は 2-アミノ-1,9-ジヒドロ-6H-プリン-6-オン (2-amino-1,9-dihydro-6H-purin-6-one) であるが、ほかに互変異性として、1,7-、3,7-、3,9-ジヒドロ体をとることができる。
DNA、あるいはRNAの二重鎖構造の中ではシトシンと3本の水素結合を介して塩基対を作っている。
サケ科やタチウオ、サンマ等の魚類の銀白色部位を構成する主要成分でもある。名称の由来は、海鳥の排泄物の堆積物（グアノ）中から発見されたことによる。

## 関連物質
- グアノシン
- グアノシン一リン酸 (GMP)
- グアノシン二リン酸 (GDP)
- グアノシン三リン酸 (GTP)
- グアニン四重鎖